# Chianti (region)
Chianti (italiensk udtale: [ˈkjanti]) i Italien er også omtalt som Monti del Chianti ("Chianti-bjergene") eller Colline del Chianti ("Chianti-bakkerne") og er et bjergområde i Toscana i provinserne Firenze, Siena og Arezzo hovedsageligt bestående af bakker og bjerge. Det er kendt for vinen, der er produceret i og opkaldt efter regionen Chianti.

## Historie
Chianti området blev i det trettende århundrede oprindeligt omfattet af kommunerne Gaiole in Chianti, Radda in Chianti og Castellina in Chianti og definerede således "Chianti-ligaen" (Lega di Chianti).
Cosimo III de' Medici, storhertug af Toscana, besluttede i 1716 at udstede et edikt, hvori han officielt anerkendte området. Det blev det første juridiske dokument i verden som definerede et vinproduktionsområde.
Landsbyerne Chianti består typisk af romanske kirker og befæstede middelalderborge, som bærer tegn på gamle krige mellem Siena og Firenze eller som Monteriggioni, en befæstet landsby nord for Siena, som ligger på den gamle Via Cassia, på vej mod Firenze.
I 1932 blev vinbetegnelsen for Chianti Classico specificeret, Betegnelsen er reguleret af italienske regler, DOCG (på italiensk "Denominazione di Origine Controllata e Garantita").

## Geografi
Ud over de byerne, nævnt i denne region, forbindes Greve in Chianti direkte med betegnelsen Impruneta - Impruneta in Chiant - selvom det ikke er en officiel betegnelse.

## Landbrug
Som alle landdistrikter i Toscana er der vinmarker, oliventræer, korn og kartofler, og ingen monokultur.

### Skovbrug
I de lavere bakker udnyttes egeskove, højere oppe kastanje- og stenege. Overalt findes cypresser .

### Vindyrkning
Navnet på Chianti-vin refererer til regionen omfattende provinserne Firenze, Siena, Arezzo, Pistoia, Pisa og Prato.
Byer i regionen med eksplicit reference i deres navne:
- Greve in Chianti og landsbyerne Panzano in Chianti, San Polo in Chianti
- Radda in Chianti
- Gaiole in Chianti
- Castellina in Chianti